# Busseola sacchariphaga
Busseola sacchariphaga là một loài bướm đêm trong họ Noctuidae.